# Cytheropteron drybayense
Cytheropteron drybayense är en kräftdjursart som beskrevs av Brouwers 1994. Cytheropteron drybayense ingår i släktet Cytheropteron och familjen Cytheruridae. Inga underarter finns listade i Catalogue of Life.